# Canthigaster rapaensis
Canthigaster rapaensis е вид лъчеперка от семейство Tetraodontidae. Видът е застрашен от изчезване.

## Разпространение и местообитание
Разпространен е във Френска Полинезия.
Среща се на дълбочина около 2 m, при температура на водата около 22,5 °C и соленост 35,6 ‰.

## Описание
На дължина достигат до 7,8 cm.